# Люцкампен
Люцкампен (нім. Lützkampen) — громада в Німеччині, розташована в землі Рейнланд-Пфальц. Входить до складу району Бітбург-Прюм. Складова частина об'єднання громад Арцфельд.
Площа — 10,98 км2. Населення становить 346 ос. (станом на 31 грудня 2020).